# Герб Поториці
Герб Поториці — офіційний символ села Поториця, Шептицького району Львівської області, затверджений 20 грудня 2005 року рішенням сесії Поторицької сільської ради.
Автор — А. Гречило.

## Опис
У зеленому полі срібний правий боковик і така ж голова вовка з червоним язиком і очима, під нею три золоті дубові листки, два над одним.

## Зміст
Зелений колір та дубові листки вказують на те, що поселення виникло серед щедрих лісів, а голова вовка уособлює один із них – Вовчий ліс. Срібний боковик означає річку Буг, яка протікає через територію села. Три листочки можна також трактувати як три села, що були підпорядковані сільській раді.